# 가사마역
가사마역(일본어: 笠間駅)은 일본 이바라키현 가사마시에 위치한 동일본 여객철도 미토선의 철도역이다. 단선 · 섬식의 형태를 합친 2면 3선 구조의 복합 승강장을 갖춘 지상역이다.

## 타는 곳
| 1 | ■ 미토선 | 하행 | 도모베 · 미토 방면     |
| 2 | ■ 미토선 | 상행 | 시모다테 · 오야마 방면 |

## 이용 현황
| 승차 인원 추이 | 승차 인원 추이 |
| 연도           | 1일 평균       |
| -------------- | -------------- |
| 2000           | 1,894          |
| 2001           | 1,907          |
| 2002           | 1,845          |
| 2003           | 1,754          |
| 2004           | 1,718          |
| 2005           | 1,644          |
| 2006           | 1,642          |
| 2007           | 1,566          |
| 2008           | 1,547          |
| 2009           | 1,474          |
| 2010           | 1,460          |
| 2011           | 1,363          |
| 2012           | 1,405          |
| 2013           | 1,403          |
| 2014           | 1,374          |
| 2015           | 1,420          |

## 역 주변
- 국도 제355호선
- 가사마 시청 가사마 지소
- 가사마 공민관
- 가사마 체육관
- 히누마 강
- 가사마 니치도 미술관
- 이바라키 현 도예 미술관

## 인접 역
| ■ 미토선           | ■ 미토선 | ■ 미토선                  |
| ------------------ | -------- | ------------------------- |
| 이나다 오야마 방면 | ■ 미토선 | 시시도 도모베 · 미토 방면 |